# Marcel Kahle
Marcel Kahle (* 7. August 1993 in Iserlohn) ist ein ehemaliger deutscher Eishockeyspieler, der unter anderem für die Iserlohn Roosters in der Deutschen Eishockey Liga (DEL) auflief.

## Karriere
Marcel Kahle begann seine Karriere als Eishockeyspieler in der Nachwuchsabteilung des Iserlohner EC. Später wechselte er zum Krefelder EV, für den er unter anderem von 2006 bis 2008 in der Schüler-Bundesliga aktiv war. Anschließend spielte er ein Jahr lang für die Juniorenmannschaft des Iserlohner EC in der Deutschen Nachwuchsliga. Die folgenden drei Jahre verbrachte der Angreifer bei der Düsseldorfer EG, für deren Juniorenmannschaft er ebenfalls in der DNL antrat. 
Zur Saison 2012/13 wurde er von den Iserlohn Roosters verpflichtet, für deren Profimannschaft er im Laufe der Spielzeit sein Debüt in der Deutschen Eishockey Liga gab. Parallel kam er zudem mit einer Förderlizenz ausgestattet für den Oberligisten Moskitos Essen zum Einsatz. Im nächsten Jahr kam er auf elf Einsätze in der DEL und spielte zudem für die Füchse Duisburg in der Oberliga. In der Saison 2014/15 erzielte er seinen ersten Scorerpunkt für die Roosters und war auch für den Kooperationspartner Bietigheim Steelers in der DEL2 aktiv. Kahle kam zu 22 Einsätzen in der Hauptrunde und zwölf Partien in den Playoffs, an deren Ende er die Meisterschaft der DEL2 mit den Steelers feiern konnte. Im Oktober 2015 zog er sich eine schwere Schulterverletzung zu und verpasste den Großteil der Saison 2015/16.
Nach zwei Spielzeiten beim EC Bad Nauheim in der DEL2 beendete er seine Karriere im März 2020.

## Erfolge und Auszeichnungen
- 2015 Meister der DEL2 mit den Bietigheim Steelers

## Karrierestatistik
(Legende zur Spielerstatistik: Sp oder GP = absolvierte Spiele; T oder G = erzielte Tore; V oder A = erzielte Assists; Pkt oder Pts = erzielte Scorerpunkte; SM oder PIM = erhaltene Strafminuten; +/− = Plus/Minus-Bilanz; PP = erzielte Überzahltore; SH = erzielte Unterzahltore; GW = erzielte Siegtore; 1 Play-downs/Relegation; Kursiv: Statistik nicht vollständig)